# La mujer del bosque Bedgebury
Se conoce como la Mujer del Bosque de Bedgebury a una mujer desconocida cuyo cuerpo fue descubierto en el Bosque de Bedgebury, en Kent, Inglaterra, el 23 de octubre de 1979. A pesar de múltiples investigaciones, un arresto y un juicio, la mujer no ha sido identificada.

## Descubrimiento de la víctima
El cuerpo fue encontrado por una mujer montando a caballo a través del Bosque de Bedgebury, el martes 23 de octubre de 1979. El suelo del bosque estaba seco porque el clima había sido seco y soleado por algunas semanas. La mujer había sido brutalmente asesinada a golpes y abandonada sin mucho esfuerzo por encubrir su cuerpo, y era visible entre la maleza desde la posición de la amazona. La víctima había sufrido múltiples lesiones de cabeza por una golpiza. Se concluyó más tarde que una estaca de madera ensangrentada encontrada cerca del cuerpo de la víctima fue el arma homicida. Ningún bolso de mano, cartera o forma de identificación fue encontrada con el cuerpo. La policía cree que la víctima había sido asesinada unos cinco días antes de su descubrimiento.

## Descripción de la víctima
La gravedad de las heridas en la cabeza y el cuerpo de la mujer impidieron su identificación. Su edad estaba entre los 30 y 35 años, medía 1,55 m de estatura y su complexión era delgada. Tenía ojos marrones y cabello lacio a la altura de los hombros qué había mantenido en su color castaño oscuro natural.
La víctima llevaba zapatos negros, un distintivo vestido floral, un suéter negro de cuello alto y una blusa amarilla. La policía declaró que el vestido estampado en blanco y negro era la pista más probable de guiar a la identidad de la víctima. Se encontró que el vestido era de elaboración casera con tela de mobiliario. El vestido había sido alterado en múltiples ocasiones; una vez en el dobladillo y otra en el área del pecho. El vestido había sido adquirido en una tienda de caridad, o tienda de segunda mano. La policía creyó que la víctima era muy pobre y posiblemente del norte de Inglaterra.
La autopsia reveló que la víctima sufría un embarazo ectópico el cual tenía un desarrollo de 4 a 6 semanas y habría tenido hemorragias desde hacía 2 a 3 semanas. La víctima habría presentado un severo dolor  abdominal y es probable que haya visitado a un doctor sospechando una apendicitis, ya que el dolor habría ocurrido del lado derecho. Estrías en su estómago indicaban la probabilidad de que habría dado a luz al menos un hijo.
Las muelas de la víctima estaban muy desgastadas y tenía muelas del juicio, qué indicaban que tenía al menos 30 años. No había ninguna evidencia que la víctima hubiera visitado a un dentista en su vida, y tenía los dientes visiblemente deteriorados. No se encontraron residuos de nicotina en las manos, dientes o pulmones de la víctima. Además, los pulmones de la víctima no presentaban los depósitos de carbono propios de un habitante de la ciudad, indicando que probablemente habría vivido en el campo. La policía cree que la mujer no tenía una residencia fija y era una autoestopista a lo largo de las autopistas M1 y M6, y puede haber tenido alguna conexión con el Valle de Evesham. Había la posibilidad de que  trabajara como prostituta, operando en Spitalfields en Londres.

## Investigación inicial
Después del descubrimiento la policía buscó en las bases de datos de personas desaparecidas de Scotland Yard y en  los Servicios sociales de Reino Unido. Hospitales y consultorios médicos fueron cuestionados en busca de personas que coincidieran con la descripción de la mujer. Una gran campaña de carteles con su descripción fue lanzada a lo largo del Reino Unido y Europa. Todos estos esfuerzos de investigación fallaron en dar con la identidad de la mujer.

## Acontecimientos posteriores

### Crimewatch 1984
En diciembre de 1984, la víctima fue presentada en un episodio del programa de televisión Crimewatch de la BBC. La policía apeló a las personas que pudieran haber confeccionado o alterado el vestido negro y blanco a presentarse a declarar.

### Reapertura del caso
En octubre de 1998, el caso fue reabierto después de una investigación por científicos forenses con evidencia archivada. El caso fue destacado en los medios de comunicación nacionales como uno de varios casos antiguos que habían sido reabiertos debido a una técnica de ADN nueva que habilitó la generación de perfiles de ADN de muestras mucho más pequeñas de lo que era posible anteriormente. La medida de estas muestras fue descrita como algo tan pequeño como una sola célula de sangre o una escama de piel.

### Arresto
En enero de 1999, se realizó el primer arresto en el caso. Harry J. R. Pennells (nacido en 1925), entonces de 73 años, de Ticehurst, Este de Sussex, fue acusado del asesinato de la mujer. Pennells, quién tenía 54 años al momento del asesinato era un camionero retirado y había trabajado para Henley Transport, que se ubicaba en Kent al tiempo del asesinato. Pennells originalmente había sido interrogado por la policía unos cuantos días después del descubrimiento del cuerpo. Había sido interrogado tres veces entre 1979 y 1980 y era el primero en la lista de sospechosos. No fue acusado después de la investigación inicial. Aun así, después de que manchas de sangre encontradas en su camión en 1979 fueran reexaminadas y relacionadas con la víctima en 1998, la policía fue capaz de arrestarlo. Pennells fue liberado posteriormente y un informe fue enviado al Servicio de Enjuiciamiento de la Corona.

### Crimewatch 1999
El 22 de febrero de 1999, el caso de la mujer fue presentado en Crimewatch por segunda vez. Se reveló que después de la primera petición en el Crimewatch  original de 1984, la persona que hizo el vestido blanco y negro había contactado con el programa. La mujer, quién era de Stratford-upon-Avon, declaró que había dado el vestido a una tienda de caridad en Evesham, Worcestershire, después de eso la policía no pudo rastrearlo. Aparentemente había sido modificado posteriormente para acortar la longitud, quitar la cremallera de la espalda y añadir un cuello de encaje negro. Una petición fue hecha a la persona quién hizo estas modificaciones para presentarse.

### Juicio
El juicio comenzó el 4 de mayo del 2000 en el Tribunal de la Corona en Maidstone. Pennells fue acusado de recoger a la víctima en el mercado de Spitalfields el 19 de octubre de 1979, llevándola en su camión a una entrega en Keighley, Yorkshire del Oeste, para después dejarla al sur de Londres, la mañana del 20 octubre, donde golpeó a la víctima con una estaca de madera hasta matarla. Pennells dijo al tribunal que había recogido a una autoestopista. Admitió que podría haber sido la víctima, pero aseguró que cuando la dejó aun se encontraba con vida y que era inocente de su asesinato.
Los testigos llamados por el fiscal declararon haber visto una mujer que coincidía con la descripción de la víctima en el Bosque de Bedgebury el 21 de octubre de 1979, un día después de lo que algunas valoraciones sitúan la fecha del asesinato. Dos testigos quiénes estaban en el depósito de camiones de Keighley declararon que vieron y hablaron con una mujer joven que acompañaba a Pennells. Personal en el depósito de Henley's Transport de Rochdale, también declararon haber visto a Pennells con una mujer de aspecto similar al retrato policial de un artista, hecho de la víctima.
Muestras de sangre y escamas de cabello encontrados en un saco de dormir en el asiento del pasajero del camión coincidieron con el perfil de ADN de la víctima. Además, partículas de espuma de un colchón en la cabina del camión fueron encontrados en el vestido de la víctima.
El juicio duró cuatro semanas, después de las cuales Pennells fue encontrado no culpable en una decisión unánime, después de que el jurado deliberara por 1 hora y 15 minutos.

### Peticiones posteriores para identificar la víctima
En octubre de 2007, la organización benéfica Missing People hizo un llamamiento público para que alguien se presentara e identificara a la mujer.